# Schuss
Schuss és una mascota olímpica que fou utilitzada, no de manera oficial, durant els Jocs Olímpics d'Hivern de 1968 realitzats a Grenoble (França). Aquesta fou la primera vegada que es feia servir una mascota per tal d'identificar els Jocs a més del cartell oficial i el logotip, i des d'aquell moment tots els Jocs Olímpics, tant d'estiu com d'hivern, n'han tingut.
La mascota representa un esquiador alpí molt estilitzat que baixa a gran velocitat durant una prova de descens. El seu nom deriva de la tècnica anomenada "schuss" o "schussboom" de baixar a gran velocitat en una pista d'esquí.